# Instalaza C90
C90 je jednorázový reaktivní granát ráže 90 mm vyráběný společností Instalaza v Zaragoze ve Španělsku.

## Historie

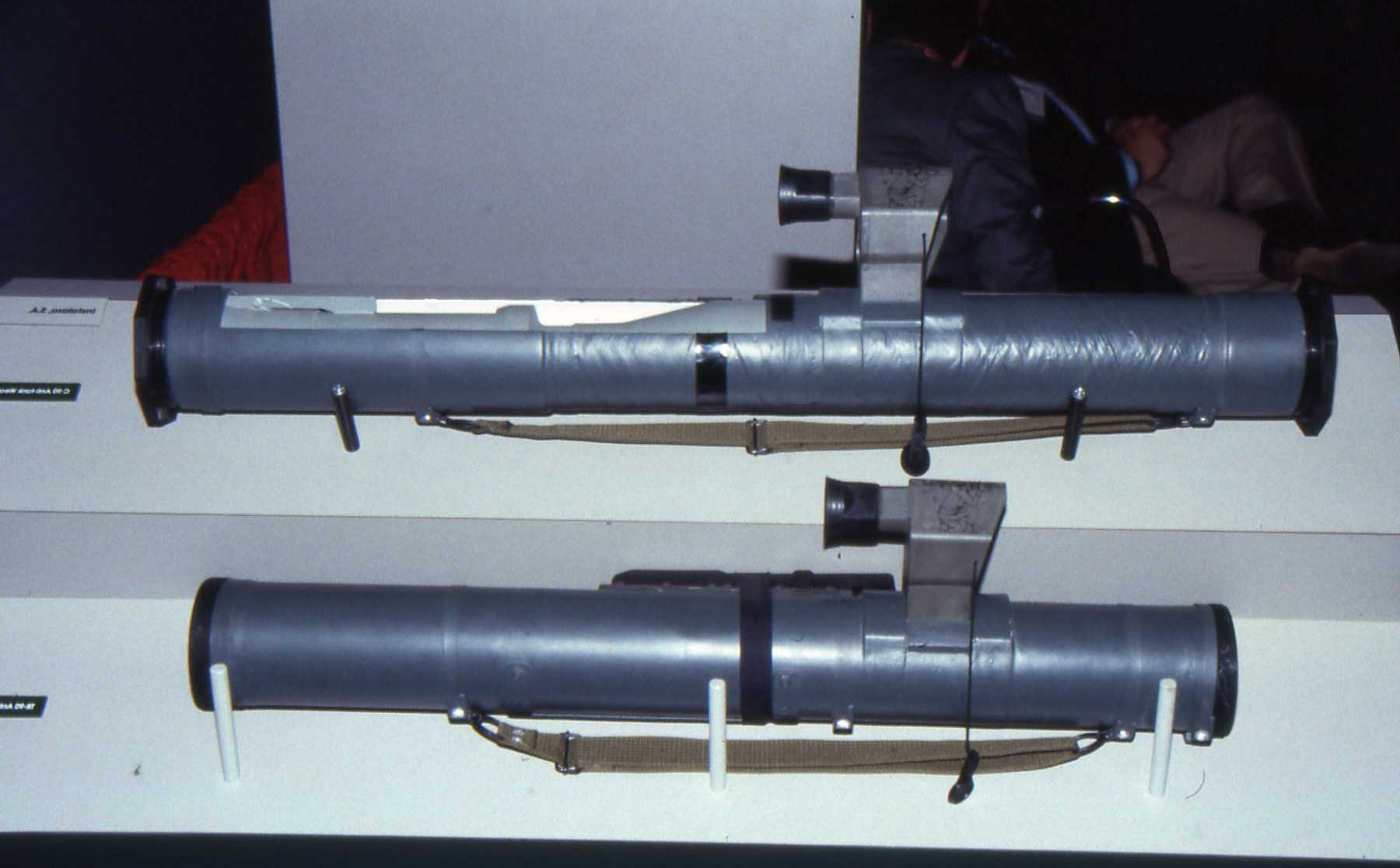
Prototypy C-90 představené v roce 1988

Původní C-90 navrhla a vyvinula španělská společnost Instalaza SA na konci 80. let, od roku 1990 jej používala španělská armáda. Od počátku 90. let 20. století se vyrábí a nabízí na mezinárodním trhu.

## Varianty
- Obecné použití: C-90C.
- Protibunkrová hlavice: C-90BK.
- Protitanková hlavice: C-90CR.
- Protipancéřová/fragmentační tandemová hlavice: C-90CR-BK.
- Zadýmovací/zápalná.
- Protipěchotní: C-90AM.
- Cvičná: TR-90(M3)

## Uživatelé
- Ekvádor
- Estonsko - v květnu 2022 objednáno 5 942 kusů.[2]
- Itálie[3]
- Kolumbie
- Malajsie
- Saúdská Arábie
- Španělsko
- Ukrajina - darováno po ruské invazi v roce 2022[4][5][6]

### Nestátní uživatelé
- Hútíové - ukořistěné exempláře